# Camaleón químico
El camaleón químico es una reacción redox, donde se manifiestan profundos cambios de color asociados con los diversos estados de oxidación del manganeso.
Glauber describió por primera vez la producción de permanganato de potasio cuando observó que el dióxido de manganeso (como la pirolusita mineral) se podría hacer reaccionar a altas temperaturas con un álcali para obtener un material que se disuelve en agua para dar una solución verde que se desplaza lentamente a una violeta-rojiza.

## Características
Este proceso , es similar al que todavía se utiliza en la producción de permanganato de potasio, y  dióxido de manganeso oxidado a manganato de potasio.
La reacción química camaleón muestra el proceso a la inversa, mediante la reducción de permanganato de potasio violeta primero a manganato de potasio verde y finalmente a dióxido de manganeso de color marrón:
KMnO4 (violeta) → K2MnO4 (verde) → MnO2 (suspensión marrón / amarillo)
La reacción transcurre en condiciones alcalinas bajo la influencia de un agente reductor. El hidróxido de sodio, hidróxido de potasio e hidróxido de amonio se pueden usar para alcalinizar la solución de permanganato, mientras que se puede utilizar una variedad de agentes reductores, siendo los azúcares los más comunes.
| Estados de oxidación del manganeso | Estados de oxidación del manganeso |
| ---------------------------------- | ---------------------------------- |
| +7                                 | KMnO 4 (violeta)                   |
| +6                                 | K 2MnO 4 (verde)                   |
| +5                                 | K 3MnO 4 (azul)                    |
| +4                                 | MnO 2 (amarillo)                   |